# John Christmas Møller

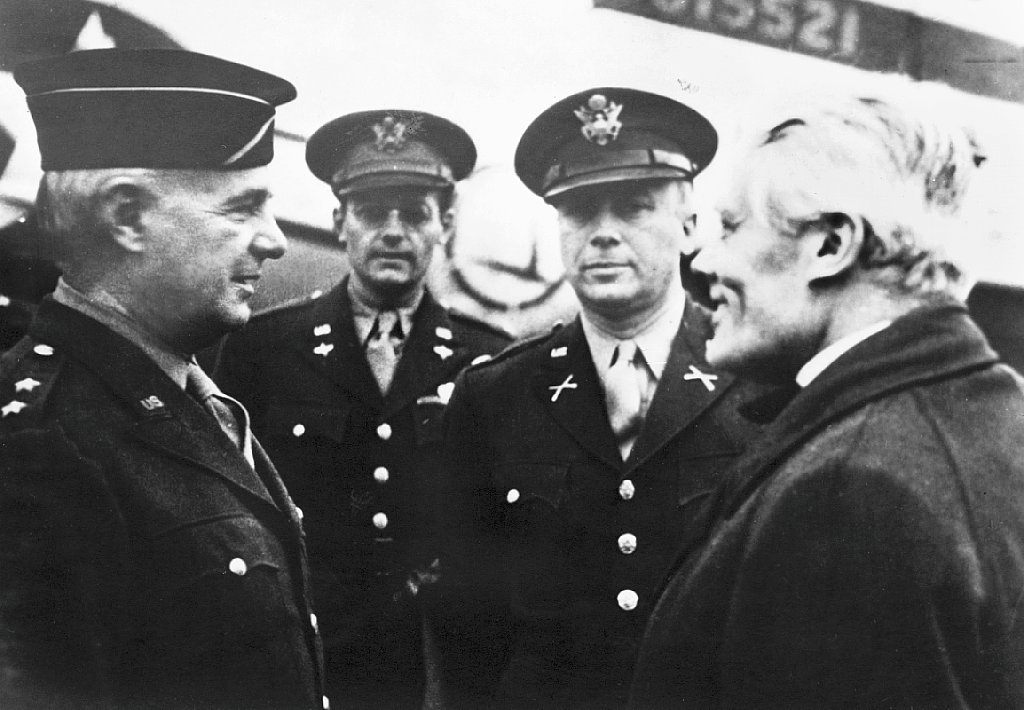
John Christmas Møller mit OSS-Repräsentanten, Oktober 1945

Guido Leo John Christmas Møller (* 3. April 1894 in Kopenhagen; † 13. April 1948) war ein konservativer dänischer Politiker.
Er war von 1920 bis 1941 und von 1945 bis 1947 Abgeordneter im Folketing, dem dänischen Parlament. Von 1928 bis 1939 war er der Vorsitzende der Konservativen Volkspartei und nach der Besetzung Dänemarks durch Deutschland am 9. April 1940 wurde er Minister ohne Geschäftsbereich in der Regierung Thorvald Stauning. Im Juli 1940 wurde er Handelsminister und musste wegen seiner antideutschen Haltung auf deutschen Druck am 3. Oktober 1940 aus der Regierung ausscheiden und im Januar 1941 den Parteivorsitz aufgeben. Er war Mitgründer der ab April 1942 erscheinenden Untergrundzeitung Frit Danmark, in der zum Widerstand aufgerufen wurde.
Im Mai 1942 floh Møller nach London und wurde Vorsitzender der wichtigsten Organisation der Exildänen, dem dänischen Rat. In BBC-Ansprachen rief er seine Landsleute zum zivilen Ungehorsam und zu Sabotageaktionen gegen das kriegswichtige Transportwesen in Dänemark auf.
Mit Kriegsende wurde Møller am 7. Mai als Vertreter des Widerstandes in der Übergangsregierung von Vilhelm Buhl Außenminister.